# 石田退三
石田 退三（いしだ たいぞう、1888年11月16日 - 1979年9月18日）は、日本の実業家。位階は従三位。勲等は勲一等。旧姓は澤田（さわだ）。
豊田自動織機製作所（現豊田自動織機）及びトヨタ自動車工業（現トヨタ自動車）の社長・会長・相談役。
戦後のトヨタ自動車の建て直しをし、「トヨタの大番頭」と呼ばれる。
また、豊田英二と共に「トヨタ中興の祖」とも呼ばれる。

## 来歴・人物

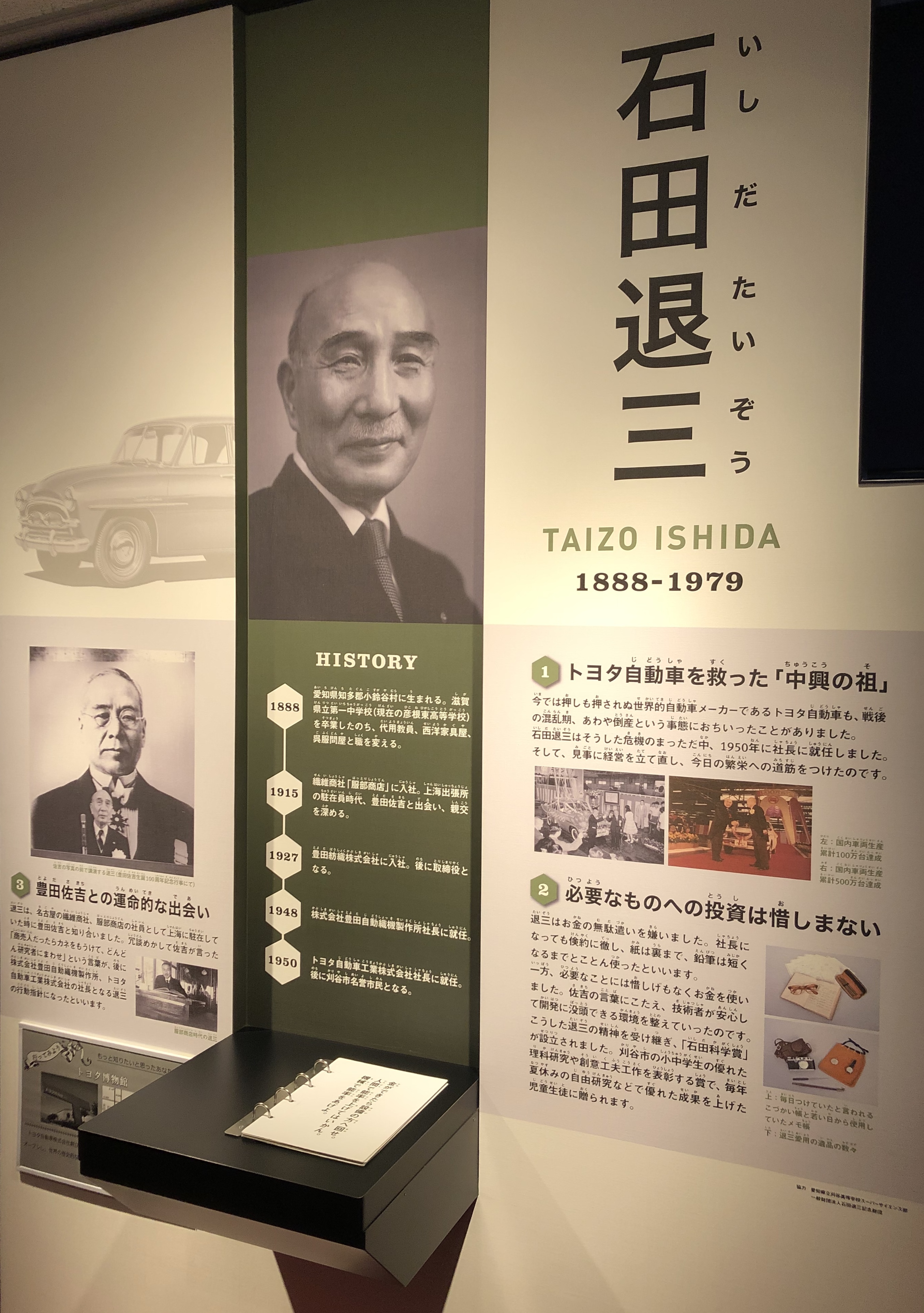
夢と学びの科学体験館（刈谷市）。石田の足跡が紹介されている。

愛知県知多郡小鈴谷村字大谷（現常滑市）に生まれた。澤田徳三郎の五男。家は農家で男の兄弟が五人あった。
父親を早くになくし、進学できず丁稚奉公に出されるところに遠戚に当たる児玉一造（豊田佐吉と親交があり、弟は佐吉の婿養子となる豊田利三郎）の支援で滋賀県立第一中学校（現滋賀県立彦根東高等学校）を卒業し、しばらくは代用教員として働く。最初の勤め先である西洋家具屋で商才を身につける。結婚を機に退職（養子縁組をしてこのときに姓を石田に改める。夫人を紹介したのは児玉である）上京して呉服問屋に勤めるも退職。
1915年（大正4年）、児玉の紹介で「服部商店」（現興和）に入社。上海駐在中に豊田佐吉と出会う。
店主・服部兼三郎が1920年（大正9年）に自決した後、1927年（昭和2年）に豊田紡織（現トヨタ紡織）に入社。紡織時代は利三郎の下で働き新工場の建設の用地買収を任されたときに突然中止となるという出来事が起こる。これは豊田自動織機製作所自動車部の新工場建設のために買収資金が回せなくなったというのが理由である。その工場は挙母工場（現在のトヨタ自動車本社工場）の建設に当てられ、石田自身しばらくは自動車製造に対して（自動車部を作った豊田喜一郎に対しても）反対し続けることとなる。
豊田自動織機製作所自動車部発足後、豊田紡織の監査役（すぐに取締役）在任中、自動車部のピストンリングを探して欲しいと頼まれたときに本田宗一郎と出会い、ピストンリング製作の下請けを依頼。本田の会社東海精機株式会社は大きくなるが、三河地震による壊滅的被害と共にこの会社は豊田自動織機製作所に売却される。その際石田自身も社長を務めていた。
戦後の混乱期も、豊田自動織機製作所の人員整理や、度重なるGHQへの申請で輸出が許可され、戦後の経営危機の中、豊田自動織機だけはすぐに経営が安定した。
1948年（昭和23年）に豊田自動織機製作所の社長となったが、トヨタの労働争議が激化すると利三郎より社長就任を要請される（喜一郎が労組との約束を果たせず、トヨタがただ一度行った人員整理の責任を取って辞職するという形となったためとされる）。1950年（昭和25年）からトヨタ自動車工業社長を兼務すると朝鮮戦争が起こり、日産自動車といすゞ自動車との入札合戦に勝利し、急速に業績が回復する。
1961年（昭和36年）8月に会長、1971年（昭和46年）1月に相談役に就任。1961年から1964年（昭和39年）までに愛知製鋼社長を務めた。
1979年（昭和54年）9月18日、死去。90歳没旧勲一等瑞宝章（昭和45年。現在の瑞宝大綬章に相当）。

## 性格
石田は無駄をとことん嫌い、無駄なお金を一切使わなかったといわれる。これはトヨタの危機の際に累積赤字が蓄積し銀行に融資を断られたという苦い思い出があり、「自分の城は自分で守れ」と、内部留保をとことん増やして自前で必要な機械などを買うというやり方を行っていた。この方針は現在でも受け継がれ、トヨタは「トヨタ銀行」と呼ばれるほど内部留保を多く持っている。なおこの経営危機の際、当時の融資銀行だった東海銀行、三井銀行が支援した反面、住友銀行は真っ先に融資回収に走ったため、終生、住銀との取引を許さなかった。
社長在任中は「けち」に徹し、紙も裏まで使い、鉛筆も短くなるまでとことん使ったという。こうした節約でトヨタは無借金経営となり、現在まで続く優良な財務体質の基礎となった。
「俺は佐吉翁から薫陶を受けた」が口癖で、自慢でもあったという。

## 栄典
- 1957年 - 藍綬褒章[8]
- 1964年 - 勲二等瑞宝章[8]
- 1970年 - 勲一等瑞宝章[8]
- 1971年 - チェコスロバキア社会主義共和国功労金章[8]
- 1979年 - 従三位[8]